# Peter O'Donnell (velejador)
Peter Joseph O'Donnell (28 de fevereiro de 1939 — 9 de janeiro de 2008) foi um velejador australiano, campeão olímpico. Ele competiu nos Jogos Olímpicos de Verão de 1964 na classe 5.5 Metre e conquistou a medalha de ouro a bordo do Barrenjoey, ao lado de Bill Northam e James Sargeant.
Em 2017, ele foi indicado pela primeira vez ao Australia Sailing Hall of Fame com Northam e Sargeant.